# Rue Joseph Wauters
Pour les articles homonymes, voir Rue Joseph Wauters.
La rue Joseph-Wauters (en néerlandais : Joseph Wautersstraat) est une rue bruxelloise de la commune de Schaerbeek qui va de la place Terdelt à la rue du Tilleul en passant par la rue Godefroid Guffens, la rue de l'Agriculture, la rue Jules Destrée et la rue Alexandre De Craene.

## Histoire et description
La rue porte le nom d'un homme politique belge, Joseph Wauters, né à Rosoux-Crenwick le 8 novembre 1875 et décédé à Uccle le 30 juin 1929.
La numérotation des habitations va de 1 à 101 pour le côté impair et de 2 à 106 pour le côté pair.

## Adresses notables
- no 61 : Maison passive[1]
- nos 67-73 : Immeubles du Foyer Schaerbeekois
- nos 74, 90 et 106 : Immeubles du Foyer Schaerbeekois